# Cordillera de Los Frailes
Cordillera de Los Frailes är en bergskedja i Bolivia. Den ligger i den centrala delen av landet, 140 km sydväst om huvudstaden Sucre.
Omgivningarna runt Cordillera de Los Frailes är i huvudsak ett öppet busklandskap. Runt Cordillera de Los Frailes är det mycket glesbefolkat, med 2 invånare per kvadratkilometer.